# O Samba é do Bem
O Samba é do Bem é o sexto álbum da cantora brasileira Paula Lima, lançado em 2014.

## Desenvolvimento
Lançado pela Radar Records, o CD tem produção de Leandro Sapucahy e conta com a participação de grandes cantores e compositores. Péricles divide a faixa Aliança das Marés com Paula Lima, já Xande de Pilares faz uma participação na música Me Prende A Você. Além disso, há canções assinadas por Serginho Meriti, Arlindo Cruz e outros grandes nomes da música brasileira. O álbum é o primeiro dedicado exclusivamente ao samba da carreira de Paula Lima. 

## Faixas
1. "O Samba É Do Bem"
2. "Quem Ama Não Pisa"
3. "Alianças Das Marés" (Part. Péricles)
4. "Trilha Sem Fim"
5. "Quero O Que É Meu" (Samba No Coração)
6. "Pro Nosso Mundo Se Alegrar"
7. "Clareou"
8. "Me Prende A Você" (Part. Xande de Pilares)
9. "Beija Flor"
10. "Love Affair"
11. "Um Grande Amor"
12. "Meu Coração Tá Aí"

## Divulgação
A divulgação começou ainda em 2013 quando a cantora realizou três apresentações no Japão, além de lançá-lo na Guiana Francesa. No Brasil, o primeiro show da "Turnê O Samba É Do Bem" foi no dia 01/04/2014 no Parque da Juventude, na cidade de São Paulo, para 10.000 pessoas. A cantora levou esse show para outros lugares do país, como Minas Gerais, Rio de Janeiro, Rio Grande do Sul, além de outros estados. O último show foi no Teatro Cetip, também em São Paulo, no dia 28/02/2015.

## Repercussão
O primeiro CD de samba de Paula Lima rendeu uma indicação ao Grammy Latino 2014. O disco foi indicado à categoria de Melhor Disco de Samba concorrendo com Alcione, Martinho da Vila, Diogo Nogueira e Maria Rita.